# マウントガンビア

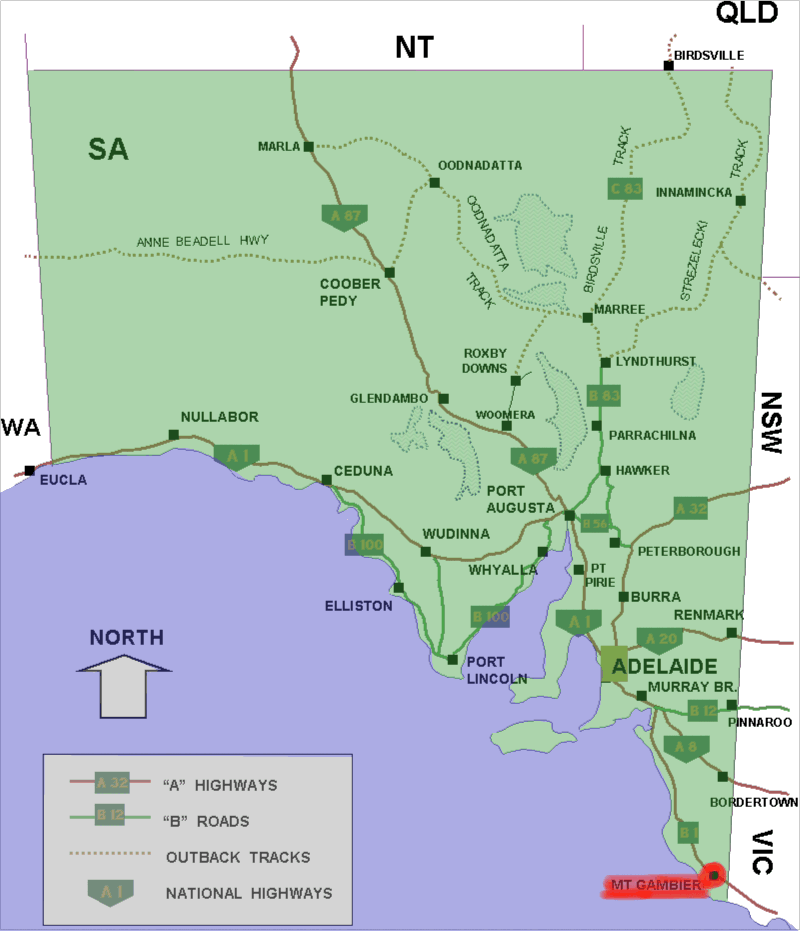
マウントガンビアの位置

マウントガンビア（英: Mount Gambier）は、オーストラリアの南オーストラリア州にある都市。人口は2万6878人（2021年）で州都アデレードに次ぐ第2の都市である。アデレードとメルボルンのほぼ中間に位置。南オーストラリア州南東部の農業・鉱業の中心地であり、近郊に約2900年前に活動した火山であるガンビア山(190m)（Mount Gambier）がある。
近郊にはマールの火口湖であるブルーレイクやバレーレイクが観光地となっている。

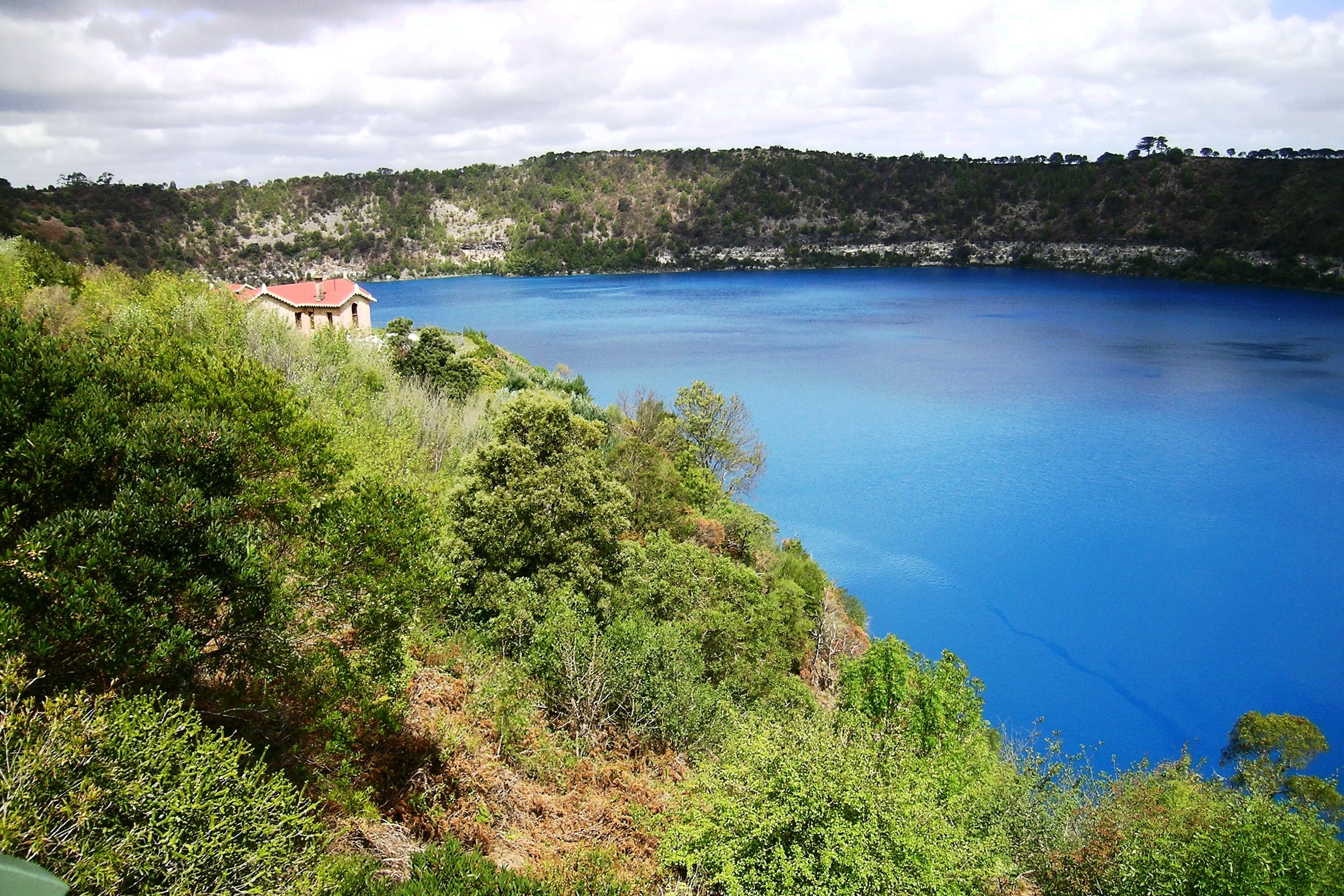
3月上旬のブルーレイク

## 歴史
ヨーロッパ人がこの地にやってくる前は、先住民族アボリジニの一種、ボアンジグ族がこの一帯に暮らしていたと言われている。白人がやってくると、彼らはボアンジグ族のことを”ワシの家”と呼ぶようになった。1800年頃、ジェームズ・グラント率いる調査隊が、火山マウントガンビアを発見した。

## 気候
平均最高気温は18.9℃、平均最低気温は8.1℃、年間降水量は710.2mm。

## 交通
- プリンセスハイウェイが町の中心を通っており、アデレード方面、メルボルン方面に向かう高速バスを利用できる。

- マウントガンビア空港からアデレードやメルボルンまで小型機が運航している。